# Wohlfahrtsindex
Ein Wohlfahrtsindex ist ein Maß zur Messung der Wohlfahrt einer Gesellschaft. Wohlfahrtsindexe werden dabei als Alternative zum Bruttoinlandsprodukt (BIP) aufgefasst.
Anders als das BIP berücksichtigt ein Wohlfahrtsindex über die bloße Wertschöpfung hinaus weitere Werte. Dies sind z. B. ökologische Folgen wie der Verbrauch nicht erneuerbarer Ressourcen oder soziale Folgen wie die Verteilung der Einkommen in einer Gesellschaft. Demnach steht hinter einem Wohlfahrtsindex ein Modell mit Annahmen darüber, welche Faktoren in welchem Ausmaß die Wohlfahrt einer Gesellschaft steigern und in welchen Fällen dies nicht der Fall ist.
Ein Wohlfahrtsindex, der zusätzlich zum Bruttonationaleinkommen pro Kopf immerhin Lebenserwartung und Bildung berücksichtigt, aber keine ökologischen oder sonstigen Faktoren, ist der seit 1990 von den Vereinten Nationen ermittelte Index der menschlichen Entwicklung.

## Geschichte
Die Ersetzung oder Ergänzung des BIP durch einen anderen Index wird seit Mitte des 20. Jahrhunderts diskutiert. So sagte Robert Kennedy 1968:

“The Gross National Product […] measures everything, in short, except that which makes life worthwhile”

„Wir können unsere nationale Leistung nicht anhand des Bruttosozialprodukts messen. […] Es misst alles, außer diejenigen Dinge, die das Leben lebenswert machen.“

Die Diskussion insbesondere in den USA intensivierte sich in Folge von Ereignissen wie dem Hurrikan Katrina 2005 und der Finanzkrise ab 2007. Berechnungen ergaben, dass der Wirbelsturm gemessen am BIP positive Folgen für die Vereinigten Staaten hatte.
In einigen asiatischen Ländern gibt es schon seit den 1970er Jahren ähnliche Überlegungen, die etwa in das Konzept des Bruttonationalglücks in Bhutan mündeten.

## Situation in Deutschland
In Deutschland wird seit einiger Zeit intensiver ein „Nationaler Wohlfahrtsindex“ (NWI) diskutiert. Umweltbundesamt und Bundesministerium für Umwelt, Naturschutz und Reaktorsicherheit hatten 2009 eine Pilotstudie in Auftrag gegeben, in deren Ergebnis
die erste Version eines NWI entstand, die seitdem kontinuierlich weiterentwickelt wurde. Der NWI wird vom Institut für Interdisziplinäre Forschung berechnet und umfasste 2022 folgende 21 Einzelkomponenten:
1. Private Konsumausgaben
2. Wert der Hausarbeit
3. Wert der ehrenamtlichen Arbeit
4. Konsumausgaben des Staates
5. Wert des Beitrags der Ökosysteme zum Erhalt biologischer Vielfalt (Merkposten)
6. Wohlfahrtswirkungen der Digitalisierung (Merkposten)
7. Kosten der Ungleichheit
8. Kosten für Fahrten zwischen Wohnung und Arbeitsstätte
9. Kosten durch Verkehrsunfälle
10. Kosten durch Kriminalität
11. Kosten durch Alkohol-, Tabak- und Drogenkonsum (Merkposten)
12. Gesellschaftliche Ausgaben zur Abwehr von Umweltschäden
13. Kosten durch Wasserbelastungen
14. Kosten durch Bodenbelastungen (Merkposten)
15. Kosten durch Luftverschmutzung
16. Kosten durch Lärmbelastung (Merkposten)
17. Kosten durch Naturkatastrophen
18. Kosten durch Treibhausgase
19. Kosten der Atomenergienutzung
20. Ersatzkosten durch Verbrauch nicht erneuerbarer Energieträger
21. Kosten durch Verlust landwirtschaftlicher Fläche